# 海航科技投資
海航科技投資控股有限公司，前稱龙杰智能卡有限公司 (ACS)，于1995年在香港创办，是香港联交所上市公司龙杰智能卡控股有限公司的全资附属公司。ACS產品有智能卡、智能卡读写器及其相关产品。 
龍傑智能卡於2003年在創業板上市，2015年再轉到主板上市。2017年1月，海航集團以5.22億港元購入龍傑智能卡61.39%股權，後改稱海航科技投資。